# Frente do Sudeste da Ásia na Segunda Guerra Mundial

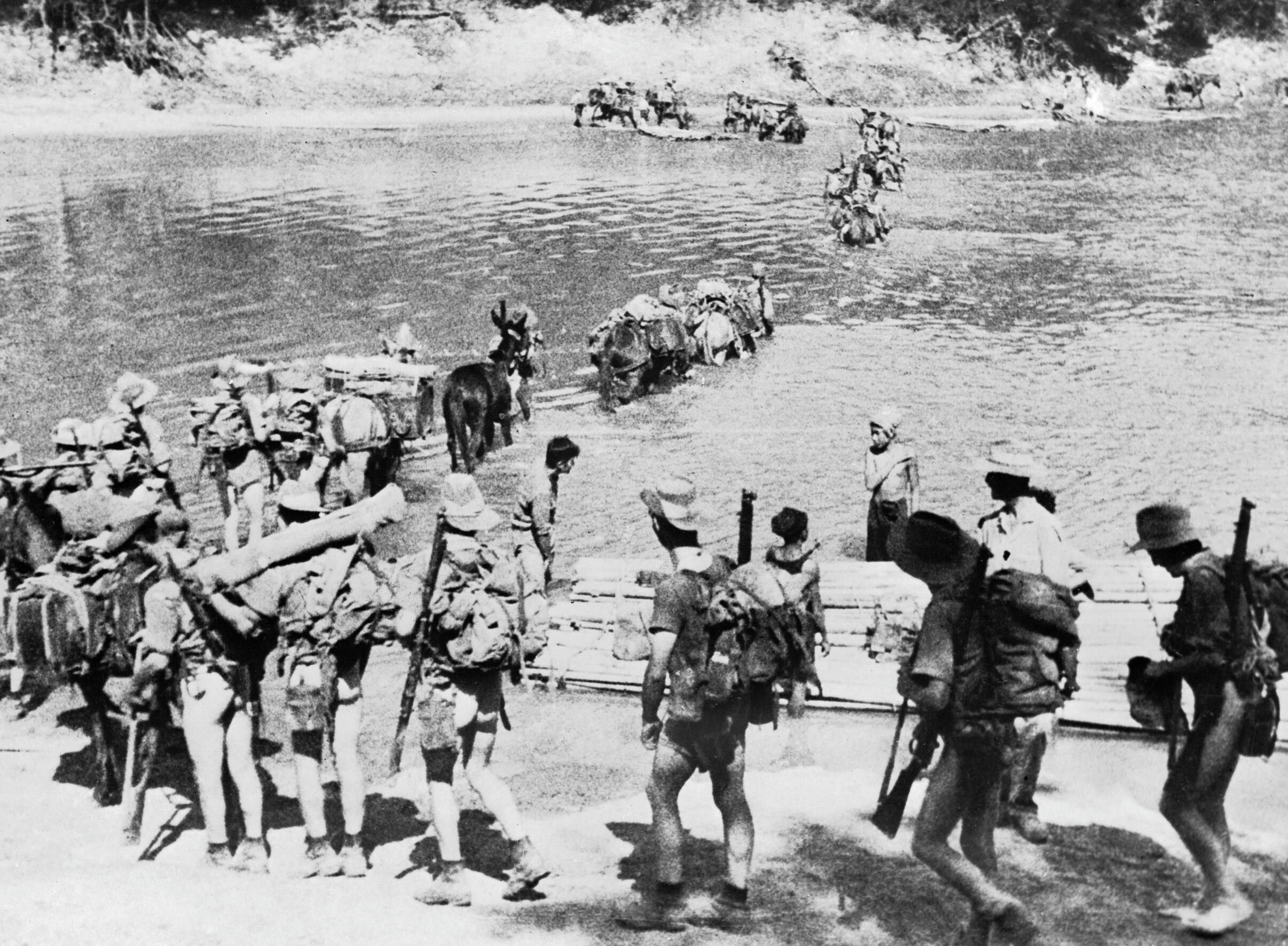
Uma coluna de Chindits cruzando um rio na Birmânia, em 1943.

O teatro de operações da Frente do Sudeste da Ásia na Segunda Guerra Mundial eram as campanhas realizadas durante a Guerra do Pacífico na Birmânia, no Ceilão, na Índia, na Tailândia, no Commonwealth das Filipinas, na Indochina, na Malásia e em Singapura. O Império do Japão atacou estes países, começando em setembro de 1940, com o objetivo de tomar posse dos seus recursos naturais, tais como borracha e petróleo. Após o ataque a Pearl Harbor, em 7 de dezembro de 1941, os Estados Unidos entraram na guerra ao lado das potências Europeias. Seguiu-se uma longa série de campanhas, ataques e contra-ofensivas que só terminou a 9 de setembro de 1945, após a rendição do Japão.